# Bratia (Berevoești), Argeș
Bratia este un sat în comuna Berevoești din județul Argeș, Muntenia, România.